# シアレソリ
シアレソリ（しあれそり、韓国語表記：씨알의 소리）は、韓国の民主化運動指導者の一員で宗教家でもある咸錫憲（ハム・ソクホン、韓国語表記：함석헌）が発行した月刊評論誌である。シアレソリは「民（たみ）の声」の意。

## 概要
宗教教典の再吟味、文明批評、歴史的回顧や反省、時事論評などを通して、健全な常識を育てることで、民主主義発展に寄与するとの趣旨に基づいて1970年4月に創刊されたが、2号を発行した直後、文化広報部（現在の文化体育観光部）によって登録抹消処分を受けた。この処分に対し、文化広報部を相手取って行政処分取消訴訟を提訴、大法院（日本における最高裁判所に相当）で勝訴、1971年8月に復刊第3号を発行することができた。政府批判が強い論調で70年代当時の韓国における知識人に愛読されたが、朴正煕大統領の暗殺後に、政治の実権を掌握した全斗煥を中心とする新軍部が主導して行われた言論統廃合の一環である定期刊行物登録取消措置で強制廃刊させられた。